# Freie Evangelische Schule Hannover
Die Freie Evangelische Schule Hannover (FESH) ist eine Privatschule in freier Trägerschaft in Hannover im Stadtteil Bothfeld, die sich in eine kooperative Gesamtschule mit angegliederter Grundschule gliedert. Sie ist die einzige evangelische Schule in der Region Hannover und außerdem die einzige christliche Schule, die nicht in unmittelbarer Trägerschaft einer Landeskirche oder eines Bistums steht.
Schulleiter (2020) ist Jörg Gabriel.
Der Trägerverein der FESH wurde 1986 gegründet. Ihm gehören Christen aus verschiedenen evangelischen Freikirchen und Landeskirchen an. Der Schulbetrieb begann im Sommer 1989 mit dem jahrgangsweisen Aufbau der Grundschule. Ab 1993 wurde die Sekundarstufe I aufgebaut. Nach insgesamt sechs verschiedenen Schulstandorten in der Gründungsphase fand die FESH ihren dauerhaften Standort in einer ehemaligen Bundeswehrkaserne im Stadtteil Hannover-Bothfeld. Dort wurden jeweils ein Gebäude für die KGS und die Grundschule sowie eine Turnhalle erworben und für den Schulbetrieb umgestaltet.
In allen Jahrgangsstufen bestehen jeweils zwei Klassen, in den Jahrgängen 5–10 je eine im Haupt-/Realschul- und im Gymnasialzweig.
Am Ende des neunten (Hauptschule) bzw. zehnten Schuljahres werden die Abschlüsse Hauptschulabschluss, Realschulabschluss und erweiterter Realschulabschluss angeboten. Seit dem Schuljahr 2015/16 gibt es eine gymnasiale Oberstufe mit den Jahrgängen 11 bis 13, nach deren Durchlaufen das Abitur oder die Fachhochschulreife erworben werden können.
Die Schule erhebt ein nach Einkommen der Eltern gestaffeltes Schulgeld.